# سيزار ماريا دي فيتشي
سيزار ماريا دي فيكي (بالإنجليزية:Cesare Maria De Vecchi) هو كونت فال سيسمون الأول (14 نوفمبر 1884 - 23 يونيو 1959) حيث كان جندياً إيطالياً ومسؤولاً استعمارياً وسياسياً فاشياً.

## سيرة شخصية
ولد دي فيتشي في كازالي مونفيراتو في 14 نوفمبر 1884. بعد تخرجه في القضاء أصبح محامياً ناجحاً في تورينو. كان موقفه من الحرب العالمية الأولى تدخلياً وشارك هو نفسه في الأحداث الأخيرة للصراع وأنهى الحرب برتبة نقيب وأوسمة مختلفة للبسالة. عند عودته إلى إيطاليا قدم دعمه للحزب الوطني الفاشي حيث كان يمثل باستمرار الجناح الملكي و "المعتدل".
أصبح رئيسًا لقدامى المحاربين في تورينو ورئيسًا للفرقة الفاشية المحلية. في عام 1921 انتخب عضوا في مجلس النواب الإيطالي.
أصبح دي فيتشي القائد العام لميليزيا (انظر القمصان السود) وكان واحداً من الفرقة الذين نظموا الزحف على روما وسعى لإقناع أنطونيو سالاندرا بالدخول في حكومة بينيتو موسوليني. أصبح هو نفسه وكيل وزارة الخزانة ثم في وزارة المالية.
وفي ديسمبر 1922 ألهم فريق برانديمارتي بمذبحة تورين عام 1922 وأصبح معروفًا بأنه أهم فرقة في بيمونتي.
من عام 1923 إلى عام 1928، كان دي فيتشي حاكماً لأرض الصومال الإيطالية، وهو الدور الذي أخذه بعيدًا عن مركز المشهد السياسي الإيطالي. حيث تم تعيينه كونت فال سيسمون (في ذكرى المعارك التي خاضها أرديتي في معركة مونتي جرابا في عام 1918). تم تعيينه عضوا في مجلس الشيوخ من قبل الملك فيكتور إيمانويل الثالث.
أصبح أول سفير لدى الفاتيكان بعد اتفاقية لاتران عام 1929.
خلال 1939 ترأس لجنة بيدمونت لتاريخ توحيد إيطاليا ونظم الأحداث وألقى محاضرات للاحتفال بهذه الفترة.
بين عامي 1935 و 1936 كان وزيرًا وطنياً للتعليم: على هذا النحو شجع التأريخ الذي حدد منزل سافوي كحلقة وصل بين الإمبراطورية الرومانية وروما الفاشية وعمل أيضاً على مركزية إدارة النظام المدرسي.
في 20 يونيو 1935 تمت الموافقة على إصلاح دي فيتشي، وهو مشروع قانون ألغى التمييز بين المدارس الثانوية التي تعتمد على الحكومة المركزية والمدارس الثانوية التي يمكن تمويلها من قبل البلدية والمحافظات.
تمركزت السيطرة على التعليم الثانوي بأكمله على الحكومة التي قررت المناهج الدراسية وفرضت الرقابة على الكتب المدرسية قبل وبعد نشرها.
من عام 1939 إلى عام 1943 كان أيضاً رئيساً لمعهد النقود الإيطالي.
من عام 1936 إلى عام 1941 عمل دي فيكي كمحافظ لجزر بحر إيجة الإيطالية للترويج للاستخدام الرسمي للغة الإيطالية. في العام التالي تم تعيينه في المجلس الأكبر للفاشية وفي 25 يوليو 1943 صوّت لصالح أمر دينو غراندي في اليوم الذي تم الإطاحة ببينيتو موسوليني من دوره كزعيم فاشي. في 1 أغسطس 1943 ، تمت ترقيته إلى جنرال وأعطي قيادة الفرقة الساحلية 215 التي تم تشكيلها حديثًا في فلورنسا.
بعد إعلان هدنة كاسيبيل في 8 سبتمبر 1943 سمح دي فيتشي للقوات الألمانية بدخول ميناء بيومبينو ونهى عن أي عمل من أعمال المقاومة. ومع ذلك منعت وحدات من البحرية الملكية الإيطالية والجيش الملكي الإيطالي بدعم من السكان المحليين الألمان من الهبوط في بيومبينو وقتلوا حوالي 100 وأسروا أكثر من 200 جندي من الفيرماخت، ولكن في اليوم التالي أمر دي فيتشي بإطلاق سراح الألمان وإعادة أسلحتهم إليهم وبعد ذلك وقع استسلام فرقته للألمان. في 13 سبتمبر ترك دي فيتشي منصبه ولجأ إلى بيدمونت مع تصريح منحه له من قبل المارشال الألماني ألبرت كيسيلرينج. 
في أوائل أكتوبر 1943 اختبأ دي فيتشي بمساعدة رهبان ساليزياني، الذين أخفوه من جمهورية موسوليني (Repubblica Sociale Italiana) والتي حكمت على دي فيتشي بالإعدام غيابياً في محاكمة فيرونا في يناير 1944. أخفى الرهبان دي فيتشي حتى بعد نهاية الحرب العالمية الثانية إلى عام 1947 عندما هرب إلى الأرجنتين بجواز سفر باراغواي.
بعد عودته إلى إيطاليا في عام 1949 ، دعم دي فيتشي الحركة الاجتماعية الإيطالية الفاشية الجديدة الحركة الاجتماعية الإيطالية مع رودولفو غراتسياني، ومع ذلك فقد رفض قبول أي منصب سياسي أو مؤسسي داخلها.
توفي سيزار ماريا دي فيتشي في العاصمة روما عام 1959.

## ملحوظات
1. ↑  مذكور في: storia.camera.it. معرف عضو مجلس النواب الإيطالي: cesare-maria-de-vecchi-di-val-cismon-18841114. الوصول: 8 مايو 2019. لغة العمل أو لغة الاسم: الإيطالية.
2. 1 2 3 4 5 6 7 8 9  مذكور في: معجم سير الشخصيات الإيطالية. مُعرِّف قاموس تراجم الأشخاص الإيطالي (DBI): de-vecchi-cesare-maria. باسم: DE VECCHI, Cesare Maria. تاريخ النشر: 1991. الوصول: 18 يناير 2022. المُؤَلِّف: عدة مؤلفين. لغة العمل أو لغة الاسم: الإيطالية.
3. 1 2  مذكور في: استنادات المكتبة الوطنية الفرنسية. مُعرِّف المكتبة الوطنية الفرنسية (BnF): 16742274m. باسم: Cesare Maria De Vecchi. المُؤَلِّف: المكتبة الوطنية الفرنسية. لغة العمل أو لغة الاسم: الفرنسية.
4. 1 2 3 4  مذكور في: www.accademiadellescienze.it. الوصول: 1 ديسمبر 2020. مُعرِّف أكاديمية تورينو للعلوم: cesare-maria-de-vecchi-di-val-cismon. لغة العمل أو لغة الاسم: الإيطالية.
5. ↑  مذكور في: storia.camera.it. معرف عضو مجلس النواب الإيطالي: cesare-maria-de-vecchi-di-val-cismon-18841114. الوصول: 30 أبريل 2019. لغة العمل أو لغة الاسم: الإيطالية.
6. ↑  مذكور في: quirinale.it. مُعرِّف حاملو مرتبة الشرف الجمهورية: 1502. الوصول: 18 يناير 2022. لغة العمل أو لغة الاسم: الإيطالية.
7. ↑  "De Vecchi, Cesare Maria". Treccani Dizionario Biografico. مؤرشف من الأصل في 2023-04-11. اطلع عليه بتاريخ 2021-11-11.
8. ↑  Graglia، Giovanni (1 أكتوبر 2013). Fascistizing Turin: compromising with tradition and clashing with opposition (PDF). London School of Economics. ص. 92. مؤرشف من الأصل (PDF) في 2022-12-05. اطلع عليه بتاريخ 2021-05-10.
9. ↑  H. Arthur Steiner (1 مارس 1937). "The De Vecchi Reform of Higher Education in Italy". The Journal of Higher Education. ج. 8 ع. 3: 141–144. DOI:10.2307/1974610. ISSN:0022-1546. JSTOR:1974610. OCLC:7348842603.
10. ↑  Marc Dubin (يوليو 2002)، Rough Guide to Dodecanese and the East Aegean، Rough Guides، ص. 436، ISBN:978-1-85828-883-3، مؤرشف من الأصل في 2023-07-30
11. 1 2  "De Vecchi, Cesare Maria". Treccani Dizionario Biografico. مؤرشف من الأصل في 2023-04-11. اطلع عليه بتاريخ 2021-11-11.